# Terry Venables
Terence Frederick Venables, conegut com a Terry Venables (Londres, 6 de gener del 1943 – 25 de novembre de 2023) fou un futbolista i entrenador de futbol anglès.
Com a futbolista jugà a diversos clubs londinencs, com ara el Chelsea FC, on es formà com a futbolista, o Tottenham Hotspur FC, Queens Park Rangers FC i Crystal Palace FC, dels que també en fou entrenador. Fou aquesta segona tasca en la qual Venables més reeixí. Destacà la seva etapa al FC Barcelona on fou campió de lliga, trencant una ratxa d'onze anys sense aquest trofeu al club, i finalista de la Copa d'Europa. També fou seleccionador de la selecció de futbol d'Anglaterra i de la d'Austràlia. Com a futbolista havia estat dos cops internacional per Anglaterra.

## Trajectòria esportiva
Com a jugador
- Chelsea FC: 1958–1960 (categories inferiors)
- Chelsea FC: 1960–1966
- Tottenham Hotspur FC: 1966–1969
- Queens Park Rangers FC: 1969–1974
- Crystal Palace FC: 1974–1976
- St Patrick's Athletic: 1977

Com a entrenador
- Crystal Palace FC: 1976–1980
- Queens Park Rangers: 1980–1984
- FC Barcelona: 1984–1987
- Tottenham Hotspur FC: 1987–1991
- Selecció de futbol d'Anglaterra: 1993–1996
- Selecció de futbol d'Austràlia: 1997–1998
- Crystal Palace FC: 1998–1999
- Middlesbrough FC: 2000–2001
- Leeds United: 2002–2003
- Selecció de futbol d'Anglaterra: 2006–2007 (assistent)

## Palmarès
Com a jugador
- Copa de la lliga anglesa de futbol: 1965 (Chelsea)
- Copa anglesa de futbol: 1967 (Tottenham Hotspur)

Com a entrenador
- Lliga espanyola de futbol: 1984-85 (FC Barcelona)
- Copa anglesa de futbol: 1991 (Tottenham Hotspur)